# Jakov Cipci
Jakov Cipci, slovenski dirigent hrvaškega rodu, * 22. oktober 1901, Split, Dalmacija, † 23. junij 1975, Maribor, Slovenija.

## Življenje
Glasbo je študiral v Trstu, nato je deloval kot dirigent salonskega ansambla na prekooceanskih ladjah. Od leta 1945 do 1946 je bil dirigent Tržaške filharmonije in radijskega orkestra v Ljubljani. Med letoma 1948 in 1955 je deloval kot dirigent simfoničnega orkestra Slovenske filharmonije. Nato je do upokojitve leta 1962 deloval v mariborski Operi kot dirigent in direktor. Vmes je dirigiral še v mariborski filharmoniji.
Za svoje delo je prejel več nagrad (mdr. leta 1948 Prešernovo nagrado). Med delovanjem v Ljubljani je veliko prispeval k popularizaciji sodobnih slovenskih oper. Za radijski arhiv RTV Slovenija je posnel več opernih del.